# Dzierdziówka
Dzierdziówka is een plaats in het Poolse district  Stalowowolski, woiwodschap Subkarpaten. De plaats maakt deel uit van de gemeente Zaleszany en telt 507 inwoners.